# Mikel Antza
Mikel Albisu Iriarte, més conegut pel seu pseudònim Mikel Antza, (Sant Sebastià, 7 de juny de 1961) és un escriptor i militant polític basc, exdirigent de l'organització armada Euskadi Ta Askatasuna (ETA). Fou el dirigent del grup que estigué més temps al capdavant de l'organització, des del moment que l'any 1993 es feu càrrec de la direcció política fins a la seva detenció l'any 2004 a Salias, Occitània, al costat d'altres membres d'ETA, entre ells la seva parella, Maria Soledad Iparraguirre 'Anboto', en una casa que ocuparen des de juny de 1999. Abans de la seva detenció, Antza fou condemnat a França en tres ocasions en rebel·lia (és a dir, per absència), cinc anys de presó per a cadascuna d'elles. Després de complir condemna en presons franceses, fou lliurat a Espanya el 22 gener de 2019 i posat en llibertat immediata en no tenir cap causa pendent.

## Biografia
Fill de Rafael Albisu Ezenarro, un dels fundadors d'Ekin, organització històrica antecedent d'ETA, nasqué el 7 de juny de 1961 a Sant Sebastià. Entrà directament a l'aparell polític de l'organització, primer a les ordres de Josu Urrutikoetxea Adquirí prestigi a ETA sent l'organitzador de la fuga de Joseba Sarrionandia i d'Iñaki Pikabea de la presó de Martutene de 7 de juliol de 1985 d'un altaveu. Aquesta acció li comportà l'exili a Occitània a les ordres de Txelis. Després de la detenció dels màxims dirigents d'ETA a Bidarte l'any 1992, es convertí en el nou cap polític, i s'ocupà de les publicacions, estratègia, compra d'armes i relacions internacionals d'ETA, així com de controlar l'activitat de l'Esquerra abertzale. Com a estrateg d'ETA, canvià les tàctiques de l'organització, tractant de desbordar l'Estat trencant la unitat dels partits democràtics a la comunitat autònoma del País Basc combinant accions armades —l'assassinat del regidor Miguel Ángel Blanco es considera la primera mostra de la nova estratègia— amb l'anomenat projecte de "construcció nacional" o "alternativa democràtica" que portà a la signatura del Pacte de Lizarra l'any 1998. Un dels seus moments de màxima importància a ETA fou durant la treva declarada durant el govern de José María Aznar, moment en el qual es reuní juntament amb Belén González Peñalva Carmen l'any 1999 a Zúric amb els tres representants del Govern espanyol: Javier Zarzalejos, Ricardo Martí Fluxá i Pedro Arriola. La ruptura de la treva suposà un punt d'inflexió i el seu declivi gradual a ETA.
Vivia des de 1999 a una casa del germà de Robèrt Arricau a Salias, amb la seva parella Maria Soledad Iparraguirre Anboto, responsable de l'aparell financer. La resta del comitè executiu el formaven Ignacio Gracia Arregi (Iñaki de Rentería), Asier Oiartzabal i José Luis Arrieta.
Els 3 i 4 de gener de 2004 els dirigents de l'aparell polític d'ETA Josu Ternera i Antza, es va entrevistar a Perpinyà Josep Lluís Carod-Rovira amb el conseller en cap del govern de la Generalitat de Catalunya amb l'esperança que es produís un alt el foc.
El 2 d'abril del 2004 va escapar de la policia francesa a Sent Pau de Dacs on va ser detingut el responsable de l'aparell logístic Félix Ignacio Esparza. Mikel Antza i Anboto foren detinguts el 3 d'octubre de 2004 a Salias amb el seu fill i 18 persones més, localitzant-se subfusells, metralladores, 200 quilos de dinamita robada a Grenoble i Plebin i dos ordinadors. En el registre de tres zulos més es van localitzar més d'una tona d'explosius (entre titadyne i clorat de sodi), granades anticarro i antipersona, llançagranades, 40.000 cartutxos, fusells d'assalt i cordó detonant. Se li va intervenir una base de dades amb informació sobre 14.000 objectius.
Després de la seva detenció l'any 2004, el Tribunal del Criminal de París inicià, al novembre de 2010, judici contra Antza i vuit encausats, acusat de ser el cap de l'aparell polític d'ETA al temps de la seva detenció, per la qual cosa fiscalia sol·licità 30 anys de presó. Fou condemnat el 17 de desembre de 2010 a 20 anys de presó com a responsable polític d'ETA, la mateixa pena que a la seva companya Anboto.
Després de complir la condemna fou lliurat a Espanya el 22 gener de 2019 però s'alliberà immediatament en no tenir cap causa pendent.

## Activitat literària
També és conegut per la seva activitat com a escriptor. L'any 1979 publicà el seu primer conte amb el pseudònim de «Mikel Antza» en el primer número de la revista literària Susa. Posteriorment, treballà i fou col·laborador habitual del setmanari Argia com a responsable de l'àrea de teatre i altres tasques. Aquesta activitat intel·lectual li reportà un fort vincle amb Joseba Sarrionandia, al que visità en nombroses ocasions a la presó.
L'any 1983 guanyà el premi literari Ciutat d'Irun amb Suzko gezi bat bezala ("Com una fletxa de foc"). L'any 1984 publicà juntament amb Iñaki Uria l'obra de teatre Beteluko balnearioko mirakulua ("El miracle del balneari de Betelu"), representada posteriorment per la companyia Branka. La seva segona obra teatral, Hiru damatxo ("Tres senyoretes") és de 1986. L'any 1985 fou coordinador de la peça teatral Marinela, de Fernando Pessoa, i publicà la col·lecció de narracions Lehen bilduma 82-84 ("Primera col·lecció 82-84"). L'any 1987 sortí a la llum la novel·la Odolaren usaina ("L'olor de la sang"). Avui en dia continua escrivint i publicant llibres.

### Selecció d'obres
Narrativa
- Suzko gezi bat bezala (1983, GAK)
- Lehen bilduma 82-84 (1985, Susa)
- Odolaren usaina (1987, Susa)
- Ospitalekoak (2010, Susa)
- Bakarmortuko kronikak (2011, Ataramiñe)

Teatre
- Beteluko balnearioko mirakulua (1985, Susa) amb Iñaki Uria
- Hiru damatxo (1986)

Cançons
- JFK, amb Fermin Muguruza
- Euskaldunok eta zientzia